# Iglesia de Santa Eufemia de Cozuelos
La iglesia de Santa Eufemia de Cozuelos es una iglesia románica situada en el término municipal de Olmos de Ojeda (provincia de Palencia, España). Único resto superviviente del monasterio homónimo, es bien de interés cultural con la categoría de monumento desde el 3 de junio de 1931. De propiedad privada en la actualidad, se trata de uno de los mejores ejemplos del románico palentino.

## Historia

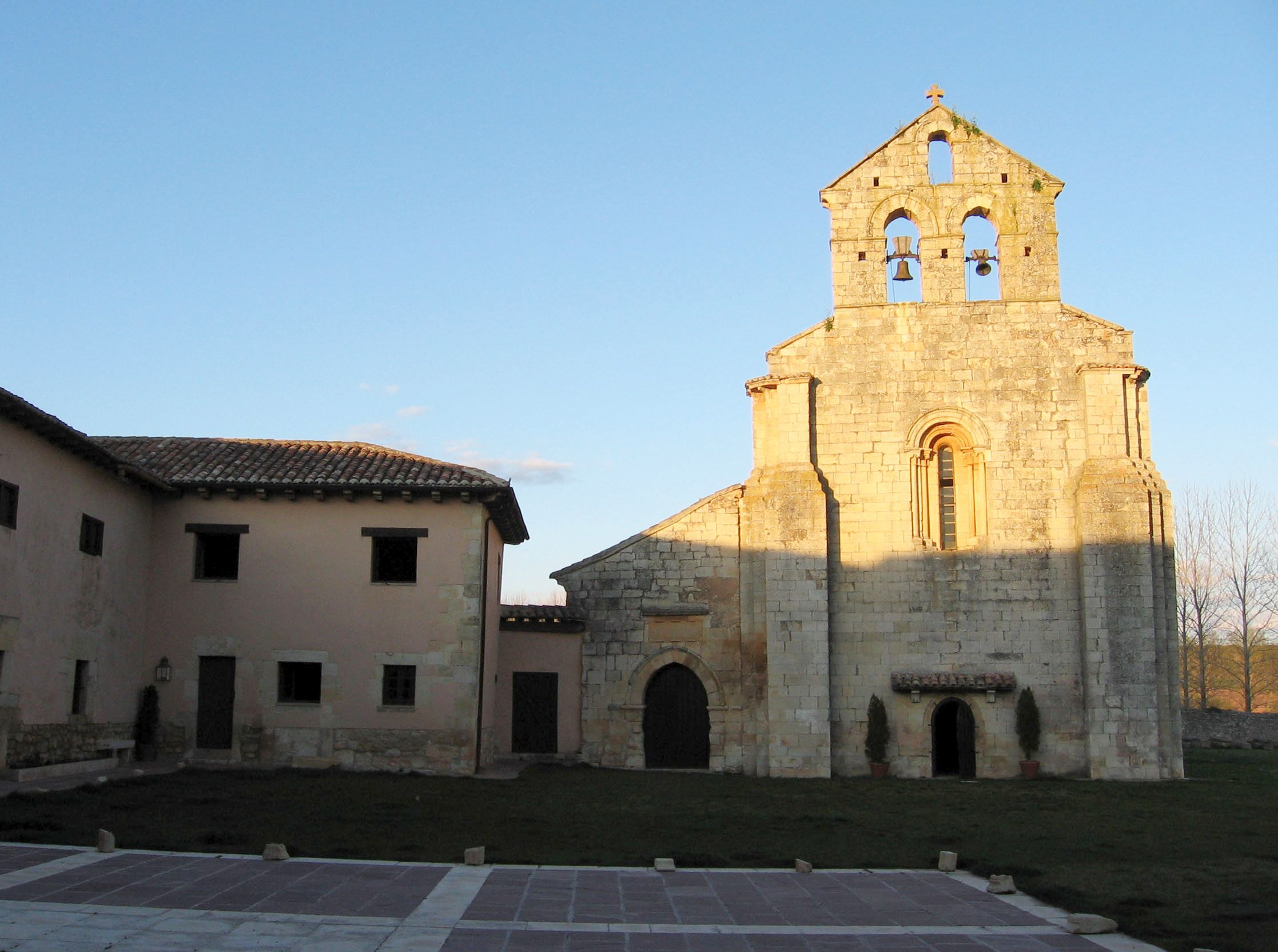
Fachada y campanario

El padre Enrique Flórez menciona que Alfonso VIII fundó, en 1186, un monasterio en Santa Eufemia de Cozuelos, tomándolo a la diócesis de Burgos a cambio del de San Pedro de Cervatos. Fue donado posteriormente por este monarca a las Comendadoras de Santiago. Favorecido por donaciones reales, creció en importancia, mereciendo servir de sepultura a personajes de importancia, entre ellos a Sancha Alfonso de León, hermana del rey Fernando III de Castilla, fallecida en 1270.
Las Comendadoras de Santiago lo abandonaron en 1502, pasando posteriormente a manos privadas. En la actualidad pertenece a la familia Díaz Bustamante, que lo explota con la denominación Finca Santa Eufemia para el desarrollo de eventos culturales, familiares y turísticos.

## Descripción
Del monasterio al completo ya nada existe: se intuye únicamente dónde estuvo el claustro, al sur de la iglesia. La iglesia, no obstante, permanece casi en el estado en que la levantaron los maestros de Alfonso VIII. El monumento muestra dos manos y dos escuelas.
Pertenece al tipo muy general de planta de cruz latina, con una sola nave y tres ábsides semicirculares, y al estilo románico en la cabecera y crucero, y al ojival primario en el brazo de los pies. Si aquella parte es la obra primera, comenzada hacia el año 1186, arcaico era el maestro que la trazaba, pues fuera del apuntamiento de los arcos y de los cañones que cubren los brazos del crucero, todo es allí del románico más característico: los ábsides laterales, con contrafuertes prismáticos, y el central, con otros de igual forma surmontados de columnillas; las ventanas, típicas; los pilares, esquinados con columnas sólo en los frentes; las basas, con patas sobre grandes zócalos; los capiteles, de figuras monstruosas, u hojas con ábacos ornamentales; los arcos, sin molduras; las bóvedas lisas, de horno en los ábsides y de cañón apuntado en los brazos del crucero; la cúpula, semiesférica, sobre trompas y losas voladas; la linterna prismática, contrafuertada en los ángulos.
La obra primera no pasó del crucero. Cuando se prosiguió el brazo de los pies, andaban por la comarca los artistas que, procedentes del monasterio de las Huelgas de Burgos, levantaban o habían levantado el cercano monasterio de San Andrés de Arroyo.
Este brazo tiene columnas muy esbeltas, basas de toro aplastado y ornamentado con semicírculos, hermanas de las de ese monasterio, como lo son los capiteles de esbelta cesta y hojas muy finas, y las bóvedas de crucería de nervios de estilo gótico primario. Al mismo arte cisterciense-burgalés pertenece la puerta lateral, de la que destacan sus capiteles y flora de las semicirculares arquivoltas. La gran explanada ubicada junto a la puerta lateral sugiere que este era el acceso al claustro.
Destacan en este monumento los pasos de servicio de la nave de los pies a las del crucero (uno destruido), formados por estrechas galerías techadas con medios cañones. No son frecuentes (existen también en el monasterio de San Pedro de Camprodón) e indican unas necesidades del culto no necesarias en otras iglesias.